# Episodi de I racconti della cripta (settima stagione)
La settima e ultima stagione della serie televisiva I racconti della cripta è andata in onda negli Stati Uniti sul canale HBO dal 19 aprile al 19 luglio 1996.
| N° | Titolo originale         | Titolo italiano | Prima TV USA   | Prima TV Italia |
| -- | ------------------------ | --------------- | -------------- | --------------- |
| 1  | Fatal Caper              |                 | 19 aprile 1996 |                 |
| 2  | Last Respects            |                 | 26 aprile 1996 |                 |
| 3  | A Slight Case of Murder  |                 | 3 maggio 1996  |                 |
| 4  | Escape                   |                 | 17 maggio 1996 |                 |
| 5  | Horror in the Night      |                 | 24 maggio 1996 |                 |
| 6  | Cold War                 |                 | 31 maggio 1996 |                 |
| 7  | The Kidnapper            |                 | 7 giugno 1996  |                 |
| 8  | Report from the Grave    |                 | 14 giugno 1996 |                 |
| 9  | Smoke Wrings             |                 | 21 giugno 1996 |                 |
| 10 | About Face               |                 | 28 giugno 1996 |                 |
| 11 | Confession               |                 | 5 luglio 1996  |                 |
| 12 | Ear Today… Gone Tomorrow |                 | 12 luglio 1996 |                 |
| 13 | The Third Pig            |                 | 19 luglio 1996 |                 |